# Ланао
Ланао — озеро на острове Минданао в провинции Южный Ланао, крупнейшее на Минданао и второе по величине на Филиппинских островах. Координаты северной оконечности озера — 8° с. ш. и 124,25° в. д. Размеры: длина — 33 км, ширина — 20 км. Озеро расположено на высоте 700 м над уровнем океана, в понижении между вулканическими массивами, и подпружено застывшим лавовым потоком.
Берега — низменные, плоские, местами заболоченные. Здесь распространено рисоводство.
Сток из озера происходит по реке Агус, впадающей в залив Илиган (море Минданао). У истоков Агуса находится город Марави (Дансалан). В среднем её течении, у водопада Мария-Кристина, построена ГЭС.